# Ісфайрамсай
Ісфайрамсай (устар. Ісфайрам, Ісфайрам-Сай, узб. Isfayramsoy, Ісфайрамсою) - річка в Киргизії та Узбекистані в басейні Сирдар'ї. Довжина річки становить 122 км, площа басейну 2220 км².
Річка бере початок у відрогах Алайського хребта. У верхній течії зветься Тенгізбай. Тече у північному напрямку. 
Річка входить у систему Великого Ферганського каналу. Біля міста Кувасая від неї відходить канал ім. XVII партз'їзду, нижче за течією ще кілька каналів. На схід від населеного пункту Киргули води річки вливаються в Південний Ферганський канал. 
Живлення в основному снігово-льодовикове. Максимальний обсяг води припадає на травень-серпень - мінімальний грудень-лютий. Середня витрата води біля села Учкургана в Киргизії (початок іригаційного віяла) 21,1 м³/сек. Середня витрата води - 21,9 м³/с. 
Ісфайрам у повноводний період, в основному влітку бурхливий потік з водою шоколадного кольору через домішки піску та глини. Вода дуже холодна. У деяких місцях по берегах збереглися невеликі ліси тугаї, зарослі чагарниками маслинки (лоха), обліпихи та ін. У 1962 та 1973 роках на Ісфайрамі пройшли серйозні грязе-кам'яні селі, що призвело до евакуації міста Кувасаю та прилеглих селищ.